# Spokane Chiefs
Spokane Chiefs är ett amerikanskt proffsjuniorishockeylag som är baserat i Spokane, Washington och har spelat i den nordamerikanska proffsjuniorligan Western Hockey League (WHL) sedan 1985. Juniorlaget bildades egentligen redan 1982 men under namnet Kelowna Wings och var baserat i Kelowna, British Columbia. Varför Wings blev Chiefs berodde på ekonomiska svårigheter för Wings, där de hade gått back med stora pengar under de tre år de var i Kelowna. De ägs av släkten Brett sedan 1990, en av delägarna är George Brett som är en före detta baseballspelare som hade en väldig framgångsrik karriär med Kansas City Royals i Major League Baseball (MLB) och vann World Series med dem 1985. Chiefs spelar sina hemmamatcher i Spokane Veterans Memorial Arena som har en publikkapacitet på 9 916 åskådare. De vann både Memorial Cup och WHL för säsongerna 1990-1991 och 2007-2008.
De har lyckats få fram spelare som bland annat Valerij Bure, Jared Cowen, Pat Falloon, Justin Falk, Brent Gilchrist, Michael Grabner, Travis Green, Jan Hrdina, Tyler Johnson, Trevor Kidd, Jon Klemm, Bryan McCabe, Jamie McLennan, Jared Spurgeon, Dustin Tokarski, Mick Vukota och Ray Whitney som alla tillhör alternativt tillhörde olika medlemsorganisationer i den nordamerikanska proffsligan National Hockey League (NHL).